# مرقچ
مرقچ روستایی است در دهستان القورات از توابع بخش مرکزی شهرستان بیرجند، واقع در استان خراسان جنوبی که در سرشماری سال ۱۳۹۵ مرکز آمار ایران، جمعیت ساکن آن ۰ نفر بوده است.